# Joachim Sutton
Joachim Sutton (15 maggio 1995) è un canottiere danese con cittadinanza britannica, vincitore della medaglia di bronzo ai Giochi olimpici nel due senza a Tokyo 2020 per la Danimarca.

## Biografia
Suo padre è britannico, mentre la madre è danese. Si è formato presso l'Università di Berkeley, dove ha studiato antropologia.
Ha iniziato a praticare canottaggio all'età di 14-15 anni. Precedentemente aveva praticato altri sport, tra cui la pallamano.
Avendo la cittadinanza britannica gli è stato proposto di competere per la nazionale britannica, ma ha scelto quella danese. 
Da giovane ha remato senza successo nel due di coppia, nel quattro senza e nel due senza.
Nel 2020 ha iniziato a gareggiare nel due senza con Frederic Vystavel, conosciuto nel 2018 quando entrambi frequentavano l'università negli Stati Uniti, migliorando i propri risultati: ha conquistato il 6º posto agli europei di Poznań 2020 e l'8º ai successivi di Varese 2021.
Con Frederic Vystavel, si è qualificato alle Olimpiadi grazie al 2º posto conquistato alla regata di Lucerna nel maggio 2021.
Ha rappresentato la Danimarca ai Giochi olimpici estivi di Tokyo 2020, dove ha vinto la medaglia di bronzo nel due senza con Frederic Vystavel, terminando alle spalle dei fratelli croati Martin e Valent Sinković e dei rumeni Marius Cozmiuc e Ciprian Tudosă.

## Palmarès
- Giochi olimpici

Tokyo 2020: bronzo nel 4 senza;